# 大屯郡守官舍
大屯郡守官舍是一棟位在臺中市西區的日本時期官員宿舍。

## 建設起源
大屯郡守官舍創建於昭和2年（1927年），作為大屯郡守的官邸，供歷任郡守居住。
大屯郡於大正9年（1920年）隨臺灣地方行政制度變革設立，隸屬臺中州，管轄大里、霧峰、大平、北屯、西屯、南屯與烏日等7庄。

## 戰後用途
大屯區於民國39年（1950年）廢除後，此官舍由臺中縣府建設局局長戴坤明長期居住，至民國86年（1997年）通知搬遷。
民國102年（2013年），臺中市政府依其建築特色與保存完整的空間，公告登錄為歷史建築。

## 設計風格
大屯郡守官舍採日治時期高等官宿舍的典型設計，結合日式和洋風格，屬於瓦頂木造建築。
建築外觀主要以雨淋板為特色，四面屋頂「寄棟造」設計，窗戶採用大面積垂直格狀玻璃，搭配垂直線條欄杆，營造出簡潔穩重的視覺效果。
庭院設有日式假山、水池等造景，並透過院門和木板牆將庭園劃分為三個獨立空間，公私區域分明。
室內空間包括洋式書齋、和式臥室、座敷、以及戶外日式庭園，並配有寬敞的外廊。

## 相關文化資產
周邊
- 臺中刑務所演武場
- 臺中刑務所官舍群
- 臺中刑務所典獄官舍
- 臺中刑務所浴場
- 臺中文學館

相關
- 大屯郡役所